# Kärlcell
Kärlceller är celler som finns i xylemet hos växter i gruppen angiospermier och står för vattentransporten. De relativt korta men ofta mycket tjocka. Kärlcellerna är lokaliserade ovanpå varandra i veden så att rörsystem bildas. Cellerna är döda i mogen ved. Olika trädarter har olika form och storlek på kärlcellerna och man kan identifiera arter genom mikroskopiska studier av kärlceller. Eken har exempelvis mycket stora kärlceller, som utan vidare kan urskiljas med blotta ögat i uppsågat trä. Kärlceller ställer ofta till problem i tryckpapper tillverkat av lövved.